# Eric Roberts
Eric Antony Roberts (* 18. dubna 1956 v Biloxi, Mississippi, USA) je americký herec, starší bratr hereček Julie Robertsové a Lisy Robertsové, otec herečky a zpěvačky Emmy Robertsové a manžel herečky a producentky Elizy Robertsové.

## Životopis
Od dětství hrál amatérsky divadlo. Jeho otec byl scenárista a příležitostný herec. Herectví vystudoval v Londýně a v New Yorku. Jeho první větší rolí se stal snímek Král Cikánů z roku 1978, za který byl poprvé nominován na Zlatý glóbus.
V roce 1981 jeho hereckou dráhu na čas přerušilo vážné zranění, které utrpěl při těžké autohavárii. Jako trvalý následek této autonehody má zlomenou nosní přepážku a jizvu na tváři, což posléze poněkud ztížilo jeho následné herecké uplatnění.
Po Králi Cikánů přišlo slabší období, vrátil se v plné formě až roku 1984 filmem Papež z Greenwich Village, kde si také zahrál například Mickey Rourke.
V roce 1985 získal Zlatý glóbus a následně byl nominován i na cenu Americké filmové akademie Oscar za snímek Splašený vlak (1985).
Rok po nominaci na Oscara si zahrál se svou slavnou sestrou Julii ve filmu Červené jako krev, film byl však v kinech promítán až v roce 1989. V té době byla jeho sestra již celkem slavná, zatímco jeho herecká kariéra stále upadala.
Návratem na vrchol měl být akční snímek Karate tiger 5: Nejlepší z nejlepších (1989). Ovšem nestalo se tak.
Poté následovala řada televizních filmů. Následovalo pokračování jeho staršího filmu Karate tiger 6: Nejlepší z nejlepších 2 (1992), které však již nebylo příliš úspěšné. Robertsovi se nedařilo.
Ovšem poté přišlo krátké, ale úspěšné období. Díky filmu Specialista (1994) se na krátko dostal do úspěšných vod a to, že stále umí pořádně hrát potvrdil snímkem Poslední večírek (1995), kde si zahrál umírajícího gaye. Po této roli však přišlo další slabé období.
Po menších rolích ve filmech Cable Guy (1996) a Šňup (2002) následovala jedna z hlavních rolí ve filmu Policajti na baterky (2002).
Roku 2008 se objevil ve vedlejší roli v kasovním trháku Temný rytíř a dva roky nato ztvárnil hlavního padoucha ve filmu Expendables: Postradatelní.
Také hraje velice často (od devadesátých let, kdy už nebyl hvězda) v seriálech, Objevil např. v seriálu Oz, Podstata strachu, Hrdinové, Kriminálka Miami, Kravaťáci, Chirurgové a dalších.
Jedná se o herce, který umí dobře zahrát kladné i záporné filmové hrdiny. V poslední době však hraje spíše vedlejší a epizodní role hlavně v béčkových filmech (výjimku tvoří seriál Kravaťáci).

## Zajímavost
Je mu také někdy připisován velký podíl na startu herecké kariéry obou jeho mladších sester, zejména pak hvězdné kariéry jeho mladší sestry Julie Robertsové, která jeho vlastní kariéru nyní poněkud zastiňuje.[zdroj?]